# Stempeljochspitze
La Stempeljochspitze est une montagne culminant à 2 543 m d'altitude dans le massif des Karwendel.

## Géographie
La montagne se situe dans le chaînon du Nordkette.
La Große Stempeljochspitze, 2 543 m, présente un caractère plutôt rocheux, tandis que, 200 m au sud-ouest, la Kleine Stempeljochspitze, 2 539 m, (qui a une croix sommitale) a une crête tombant vers le sud herbeuse.

## Ascension
La voie la plus fréquentée part de Stempeljoch (2 215 m d'altitude), passe par la brèche d'Arzl ou le Goetheweg, prend la crête au sud vers le sommet. Les voies à l'ouest et à l'est sont d'une difficulté de 2 à 5b.